# Acropora latistella
Acropora latistella là một loài san hô trong họ Acroporidae. Loài này được Brook mô tả khoa học năm 1891.